# فاطمیه (ایلام)
فاطمیه، روستایی در دهستان ده پایین بخش مرکزی شهرستان ایلام در استان ایلام ایران است.
مردم این روستا از ایلات کُردتبار پنجستون  می‌باشند.

## جمعیت
بر پایه سرشماری عمومی نفوس و مسکن در سال ۱۳۹۵، جمعیت این روستا برابر با ۱٬۵۳۸ نفر (۴۰۷ خانوار) بوده‌است.